# Over Drive (Stereopony-dal)
Az Over Drive (a borító írásmódja szerint OVER DRIVE) a Stereopony japán együttes hetedik kislemeze, amely 2010. május 12-én jelent meg a Sony gondozásában. A lemez címadó dala a Pro Golfer Hana című japán dorama főcímdalaként volt hallható. A korong a 28. helyezést érte el az Oricon heti eladási listáján.

## Számlista
Normál kiadás (SRCL-7257)
1. Over Drive
2. Jume (ユメ?, ’Álom’)
3. Nidzsibasi (虹橋?, ’Szivárvány-híd’)
4. Over Drive (Instrumental)

Limitált kiadás DVD (SRCL-7256)
1. Hanbunko videóklip